# 1005

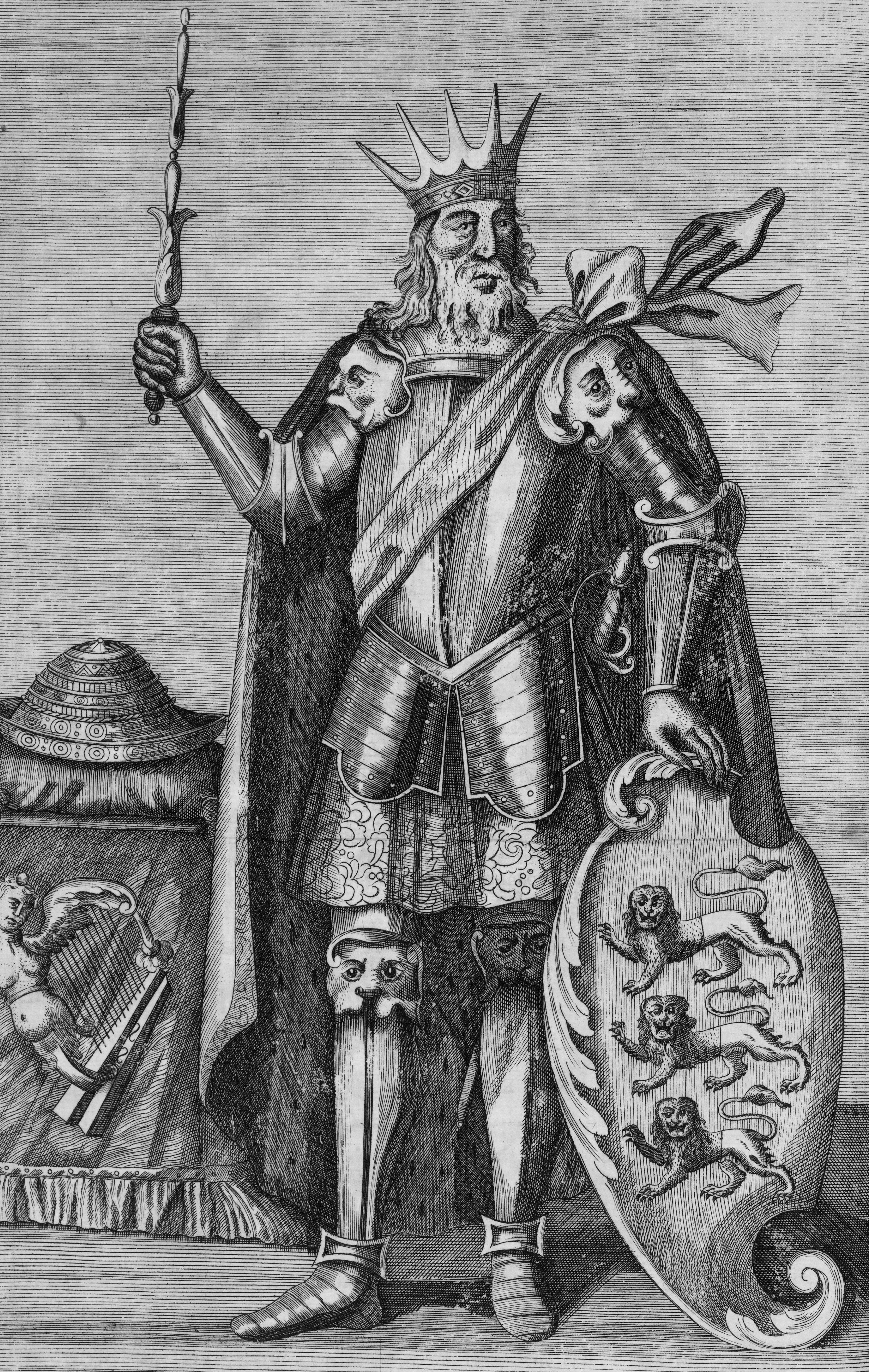
Koning Brian Boru (ca. 940 - 1014).

Het jaar 1005 is het 5e jaar in de 11e eeuw volgens de christelijke jaartelling.

## Gebeurtenissen

### Europa
- Voorjaar - De Republiek Pisa voert een militaire campagne tegen de Saraceense bolwerken in het zuiden van Italië. De Pisaanse vloot plundert de stad Reggio Calabria (gelegen in de punt van de "Laars van Italië"). Pisa wordt een van de vier commerciële maritieme republieken (de andere drie zijn Genua, Venetië en Amalfi), die met zijn rivalen vecht om de controle over de handelsroutes in de Middellandse Zee.[1]
- Dirk III (de "Jeruzalemganger"), graaf van West-Frisia, die tot nog toe wordt geleid door zijn moeder Lutgardis van Luxemburg als regentes, mag zelfstandig het graafschap gaan besturen.[2]
- Bolesław I ("de Koene"), hertog van Polen, vestigt in Krosno Odrzańskie een houten vesting, die de invallen van het Duitse leger van koning Hendrik II ("de Heilige") moet tegenhouden.[3]

### Engeland
- Brian Boru, heerser (High King) van Munster, maakt een tweede expeditie naar het noorden en neemt gijzelaars uit de Ierse koninkrijken. Tijdens de campagne dwingt hij de rivaliserende heersers van Noord-Ierland geld (tribuut) te betalen. Hiermee herbouwt hij de kloosters en bibliotheken in Munster die vernield zijn tijdens de invasies van de Vikingen. Hierdoor krijgt hij de bijnaam "Brian (Boru) van de Tributen".[4]
- Zomer - Deense Viking-raiders onder bevel van koning Sven I (Vorkbaard") voeren een plundercampagne en vallen verschillende steden aan (meestal slecht verdedigd). Een hongersnood treft Sven's leger, dat verplicht is om van het land te leven. Uiteindelijk keert Sven terug naar Denemarken en verwerft via de invallen enorme sommen tribuut (Danegeld).[5]
- Koning Kenneth III wordt gedood in een gevecht met zijn neef Malcolm II (een zoon van wijlen koning Kenneth II). Malcolm volgt hem op als heerser van Schotland.[6]

### Religie
- Eerste schriftelijk vermelding van Vaŭkavysk en Vreren (ook wel in het Latijn ferrariae wat 'smidse' of 'bij de smeden' betekent).

## Geboren
- Berengarius Raymond I, Spaans edelman (overleden 1035)
- Clemens II, paus van de Katholieke Kerk (overleden 1047)
- Macbeth MacFinlay, koning van Schotland (overleden 1057)

## Overleden
- 25 augustus - Hugo I, burggraaf van Meulan (r. 998 - 1005)
- 14 december - Adalbero II, Frans bisschop (r. 984 - 1005)
- Kenneth III, koning van Schotland (r. 997 - 1005)

## Diversen
- De opera Tancredi speelt in Syracuse in 1005.